# Seberang Perai
Seberang Perai  è una città della Malaysia situata nello Stato di Penang.
Il territorio cittadino si estende per 748 km², comprende tutta la parte dello Stato che si trova sulla terraferma e alcune isole minori. Con i suoi 946 092 abitanti, era nel 2020 la terza città più popolosa della Malaysia. Ubicata sulla Penisola malese e separata dall'isola di Penang dallo Stretto di Penang, confina con Kedah a nord e a est e con Perak a sud.
Il territorio faceva parte in origine del Sultanato di Kedah e fu ceduto alla Compagnia britannica delle Indie orientali nel 1800. Prese il nome Provincia Wellesley e da allora ha sempre fatto parte di Penang. Il territorio fu inizialmente sfruttato con colture da reddito, mentre nuovi centri abitati come Butterworth e Bukit Mertajam si svilupparono con la costruzione di strade e ferrovie verso la fine del XIX secolo.
Dopo l'indipendenza della Malaysia, Seberang Perai ha tratto beneficio dall'eccessivo sviluppo di George Town. Il Porto di Penang, il terzo più importante del Paese, fu spostato da George Town a Seberang Perai nel 1974, rafforzandone l'economia ormai basata sull'industria e attraendo diverse multinazionali. Due ponti stradali furono costruiti per collegare Seberang Perai e George Town, mentre un servizio di traghetti era già in funzione tra le due città. Dopo decenni di rapida urbanizzazione e di sviluppo delle infrastrutture, nel 2019 Seberang Perai ha ottenuto lo status di città maggiore.